# 写真家ユニット527
写真家ユニット527（しゃしんかゆにっとごーにーなな）は、写真家谷口雅彦、菊地美紀、村瀬太加夫の3人が、同じ5月27日の誕生日だったことから、結成と同時に名付けられた、かつて存在した写真家ユニット。
活動は1994年から1998年まで。
2013年、八戸在住の写真家高田幸枝と谷口が、前メンバーの菊地、村瀬に快諾をもらい、第二期527として、「ユニット#527」を結成。高田も5月27日生まれ。

## 来歴
1993年
東京目黒にあった土方巽記念アスベスト館で行われていた、からだの学校（校長・舞踏家大野一雄、教頭・写真家細江英公）・写真教室CORPUS5期生の佐々木六介、細渕太麻紀、菊地美紀、笠井爾示、西岡浩記、大井慶子、が、写真集団CUM-ADMIX（カムアドミックス）を結成。同期に、鷹野隆大がいる。
同年、CUM-ADMIXの写真展『INVOKE』展（東京・六本木 BERキャラメル）を開催。参加メンバーは、佐々木六介、細淵太麻紀、菊地美紀、笠井爾示、西岡浩記、大井慶子に第2期修了生でCORPUS助手の谷口雅彦が加わる。
1994年2月、谷口と菊地が六本木のBARキャラメル（土方巽アスベスト館が経営）で、カムアドの笠井爾示の予備校時代の親友、村瀬太加夫と出会う。3人が同じ誕生日だと判明する。キャラメルのマスターOさんが、「それなら5月27日にキャラメルで誕生日をしたらどう?」と提案され、「それなら写真展をやろう」ということになり自然発生的に「527」を結成。
3月
写真家荒木経惟との写真展開催の為、来日していたアメリカ人写真家ナン・ゴールディンにホームパーティで3人で写真を撮ってもらう。
1994年
5月23日から6月3日 写真展『NUDE#527』（東京・BER六本木キャラメル）を開催。
1995年
5月22日から28日 写真展『SYINCHRO527』（東京・BER六本木キャラメル）
5月24日から6月2日
『SYINCHRO527』（東京・四谷プレイスM）
搬出舞踏（舞踏家川本裕子）
1996年
写真展『コピーでLet's527』（東京・六本木 BERキャラメル）
7月5日から8月5日  写真展『サロン・ド・527』（東京・神宮前  東京サロン  ギャラリー共存）
写真展『Morphe"96 KISS DE 527』（東京・南青山 BER KISS）
写真展『Morphe"96 あかしやで527』（東京・南青山 札幌ラーメン あかしや）
1997年
写真展『ウェルカム527』（東京・恵比寿 スタジオエビスフォトギャラリー）
写真展『写真タワー』展（北海道東川町 文化ギャラリーほか）
527（谷口雅彦、菊地美紀、村瀬太加夫）＋写真新世紀（熊谷聖司、安彦裕介、野口里佳）＋CORPUS（青木美砂 6期生）
1998年
佐々木六介、菊地美紀、谷口雅彦、西岡浩記で、
写真展『CUM-ADMIX』展（東京・恵比寿 スタジオエビスギャラリー）を開催。
527解散。ほどなくして、菊地が、東京を離れ、ふるさと宮城県に戻る。東日本大震災で被災後、奈良市に移住。村瀬は、家業の高島易断所総本部、東京神栄館を継ぎ、高島万鳳（たかしままんほう）として活動している。
2013年
青森県八戸市在住の写真家 本田（高田）幸枝と谷口が再会、ユニット#527（第二期）を結成。
写真展『日常の断片とハレ』展を開催。
2014年から2015年
谷口と本田（高田）、谷口のアシスタント2人、ライター1人の4人で『マガジン527』を発行。3号まで。
2018年
【八戸完全写真家計画】をスタートする。
写真家で東京藝術大学教授の佐藤時啓氏が加入、ユニット【八戸完全写真家計画】ととなる。